# حزب متقاعدو الأمة

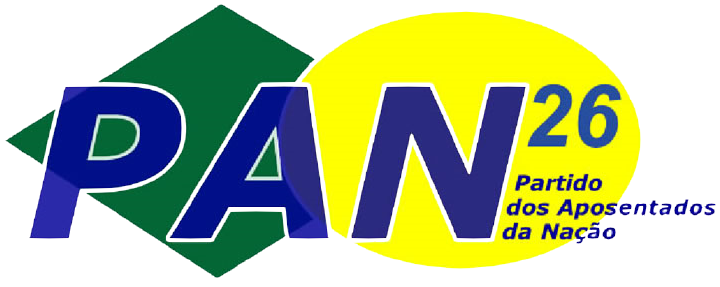
شعار الحزب

حزب متقاعدو الأمة (بالبرتغالية: Partido dos Aposentados da Nação) كان حزبًا سياسيًا برازيليًا وسطيًا تأسس في 22 نوفمبر / تشرين الثاني 1995. وكان الهدف المزعوم للحزب هو حماية مصالح الرجال البرازيليين المتقاعدين.
اعتبارًا من أكتوبر 2006، كان الحزب يضم 47,103 أعضاء. في أكتوبر 2006 دمج في حزب العمل البرازيلي.